# 日本產業株式會社
日本產業株式會社(原名久原礦業株式會社)，是一家曾經存在的礦業公司。

## 沿革
1905年，創辦人久原房之助收購日立礦山(原赤澤礦山，位於茨城縣)，創建久原礦業所，並開始運轉營業。
1908年，該公司在日立的大雄院地區建立冶煉廠（即現在的日立事業所）。
1912年，該公司改組，成立久原礦業株式會社。
1928年，該公司更改名稱為日本產業株式會社。
1929年，該公司之礦山冶鍊部門分離，成為日本礦業株式會社。